# Saint-Maime
Saint-Maime – miejscowość i gmina we Francji, w regionie Prowansja-Alpy-Lazurowe Wybrzeże, w departamencie Alpy Górnej Prowansji.
Według danych na rok 1990 gminę zamieszkiwało 528 osób, a gęstość zaludnienia wynosiła 70 osób/km². W styczniu 2015 r. Saint-Maime zamieszkiwało 836 osób, przy gęstości zaludnienia wynoszącej 110,9 osób/km².